# Boris (groupe)
Pour les articles homonymes, voir Boris.
Boris (ボリス, Borisu) est un groupe de musique expérimentale japonais, pratiquant des styles variés, du stoner rock énervé au drone doom. Le nom du groupe vient d'une chanson des Melvins extrêmement pesante et distordue, à l'image de leur album Amplifier Worship. Boris a notamment travaillé avec Sunn O))) et Merzbow. En 2009, ils signent la bande originale du film The Limits of Control, réalisé par Jim Jarmusch.

## Biographie

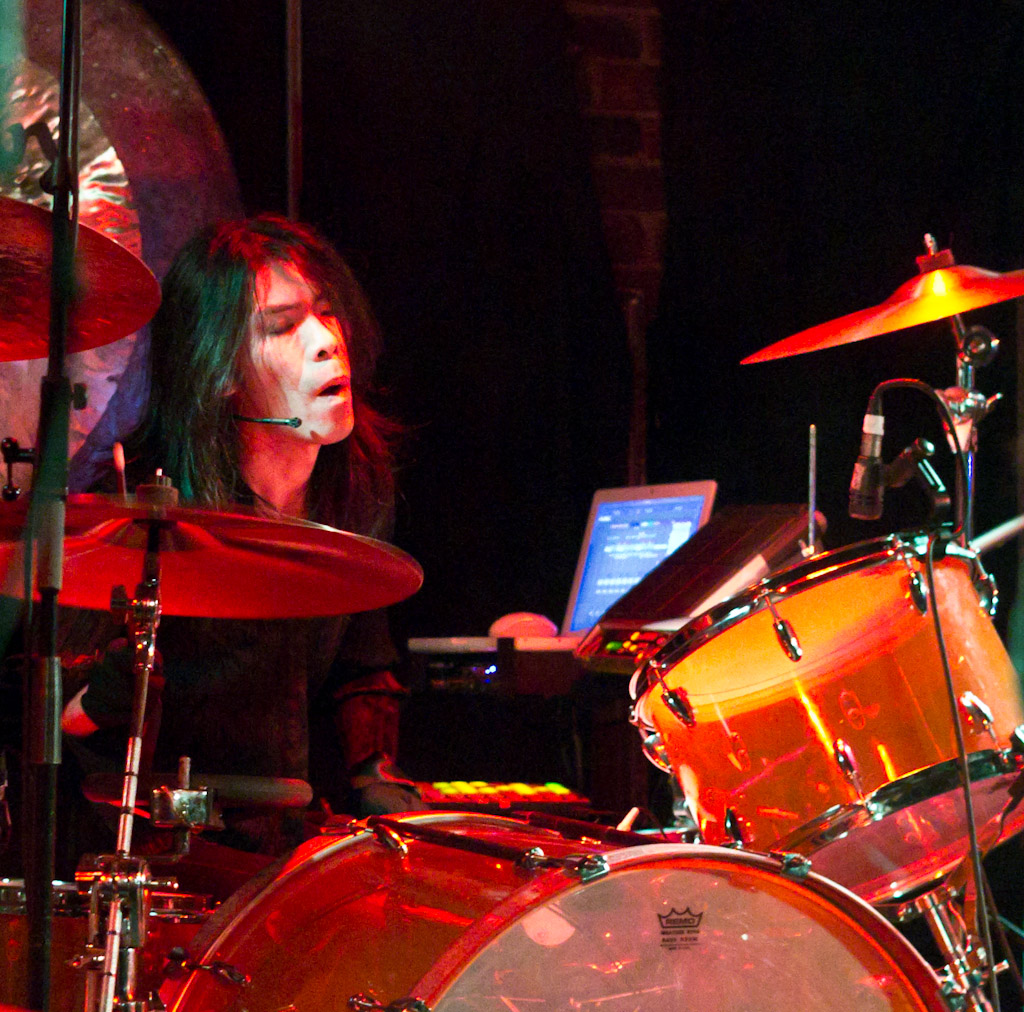
Atsuo, à Vancouver, en octobre 2011.

Boris est à l'origine un quatuor, qui comprenait Nagata à la batterie. Nagata quitte le groupe en 1996 laissant Atsuo endosser la batterie ; le groupe devient dès lors un trio. Au Japon, Boris publie presque exclusivement ses albums au label indépendant Inoxia Records. Leurs albums seront par la suite réédités aux États-Unis par Southern Lord Records, ce qui leur permettra de se populariser significativement en Amérique et à l'international.
L'album Pink (2005) est bien accueilli par la presse spécialisée, en particulier grâce à sa réédition aux États-Unis par Southern Lord Records. Les magazines Blender et SPIN le cite comme l'un des meilleurs albums en 2006.
Le groupe se concentre principalement sur ses tournées. Boris joue pour Nine Inch Nails à la fin de 2008 à leur tournée Lights in the Sky. Ils participent également à la bande-son du film de Jim Jarmusch, The Limits of Control.
Boris joue au festival ATP New York 2010 de Monticello, New York, où ils jouent Altar avec Sunn O))). Le 29 mai 2010, Boris joue une reprise de la chanson The End de The Doors avec Ian Astbury au Vivid Festival de Sydney. Boris et Astbury publient un EP quatre titres intitulé BXI en septembre 2010 aux labels Southern Lord et Daymare Records, qui comprend les chansons Teeth and Claws, We are Witches, Rain (reprise de The Cult), et Magickal Child,,.
En 2011, Boris publie trois albums : New Album, leur premier album chez la major AVEX/Tearbridge, Heavy Rocks, une suite de l'album homonyme, et Attention Please. Les deux derniers albums sont publiés au label Sargent House.
En 2014, Boris annonce la sortie de CD contenant des musiques archivés intitulés Archive I et Archive II ; le 8 avril, ils annoncent l'album Noise chez Sargent House.

## Membres

### Membres actuels
- Atsuo Mizuno – batterie, chant (depuis 1992)
- Takeshi Ohtani – chant, guitare basse, guitare rythmique (depuis 1992)
- Wata – chant, guitare solo, claviers (depuis 1992)

### Ancien membre
- Nagata – batterie (1992–1996)

### Musicien de tournée
- Michio Kurihara – guitare (2007–2012)

## Discographie

### Albums studio
- 1996 : Absolutego
- 1998 : Amplifier Worship
- 2000 : Flood
- 2002 : Heavy Rocks
- 2003 : Akuma no uta
- 2003 : Boris at Last: Feedbacker
- 2004 : The Thing Which Solomon Overlooked
- 2005 : Dronevil
- 2005 : Pink
- 2005 : Boris aRCHIVE
- 2006 : The Thing Which Solomon Overlooked 2
- 2006 : The Thing Which Solomon Overlooked 3
- 2006 : Vein
- 2008 : Smile
- 2011 : New Album
- 2011 : Heavy Rocks
- 2011 : Attention Please
- 2013 : Präparat
- 2014 : Noise
- 2014 : The Thing Which Solomon Overlooked Extra
- 2015 : Urban Dance
- 2015 : Warpath
- 2015 : Asia
- 2017 : Dear
- 2018 : Secrets
- 2019 : Lφve & Evφl
- 2019 : 1985
- 2020 : No
- 2022 : W

### Rééditions
- 2001 : Absolutego+
- 2001 : Amplifier Worship
- 2003 : Akuma no Uta
- 2006 : Dronevil Final
- 2006 : Pink
- 2013 : Vein

### Albums collaboratifs
- 1999 : More Echoes, Touching Air Landscape (avec Choukoku no Niwa)
- 2002 : Megatone (avec Merzbow)
- 2004 : 04092001 (avec Merzbow)
- 2005 : Sun Baked Snow Cave (avec Merzbow)
- 2006 : Altar (avec Sunn O)))
- 2007 : Walrus/Groon EP (avec Merzbow)
- 2008 : Cloud Chamber (avec Michio Kurihara)
- 2011 : Klatter (avec Merzbow)
- 2016 : Gensho (avec Merzbow)
- 2020 : 2R0I2P0 (avec Merzbow)